# Вилланьер
Вилланье́р (фр. Villanière) — коммуна во Франции, находится в регионе Лангедок — Руссильон. Департамент коммуны — Од. Входит в состав кантона Ма-Кабарде. Округ коммуны — Каркасон.
Код INSEE коммуны — 11411.

## Население
Население коммуны на 2008 год составляло 125 человек.
| 1962 | 1968 | 1975 | 1982 | 1990 | 1999 | 2008 |
| ---- | ---- | ---- | ---- | ---- | ---- | ---- |
| 158  | 200  | 140  | 145  | 133  | 100  | 125  |

## Экономика
В 2007 году среди 77 человек в трудоспособном возрасте (15—64 лет) 46 были экономически активными, 31 — неактивными (показатель активности — 59,7 %, в 1999 году было 59,0 %). Из 46 активных работали 37 человек (21 мужчина и 16 женщин), безработных было 9 (5 мужчин и 4 женщины). Среди 31 неактивных 4 человека были учениками или студентами, 17 — пенсионерами, 10 были неактивными по другим причинам.